# Bass Bumpers
Bass Bumpers est un groupe et équipe de production allemand axé dance et techno, actif dans les années 1990.

## Biographie
Bass Bumpers se compose de Henning Reith (aux claviers et à l'ingénierie sonore), Caba Kroll (disc-jockey, chorégraphe, responsable du management), CJ Stone (de son vrai nom Andreas Litterscheid ; disc-jockey résident au Bochum Tarm Center qui intègre le groupe en 1994), et Akira Yamamoto (de son vrai nom Chorn Pin Chang, qui écrit les titres depuis 1994).
Bass Bumpers est fondé en 1990 avec Henning Reith et Caba Kroll lors de leur première production Can't Stop Dancing avec la rappeuse Nana. Pour le second titre Get The Big Bass, ils font appel au rappeur E.Mello (de son vrai nom Ian Freeman), qui chantait déjà sur une reprise du titre Situation de Yazoo en 1991. E.Mello participe à l'écriture des textes et aux chorégraphies. Ils sont révélés avec le titre The Music's Got Me en 1992 avec l'arrivée de la nouvelle chanteuse Felicia Uwaje. Suivront ensuite les autres hits Move to the Rhythm et Runnin', toujours extraits du premier album. Sort en 1994 un inédit Good Fun puis un autre Keep on Pushin' en 1995, qui seront présents sur le best-of. Après, plusieurs séries de remixes de The Music's Got Me sortiront. Ce titre sera également repris par le groupe allemand Brooklyn Bounce en 1998 et par le projet Purestar (voir Xavier Decanter / Tom Snare) en 2003.
Le nom de Bass Bumpers deviendra, après 1997, un label où l'équipe produira un bon nombre de projets.

## Discographie

### Albums
- 1992 : Advance
- 1992 : The Music's Got Me (en France)
- 1994 : Recouped Advance
- 1996 : Best-of
- 2004 : Dance History

### Singles
| 1990                        | Can't Stop Dancing | —  | —  | —  | —  | Advance            |
| 1991                        | Get the Big Bass   | —  | —  | —  | —  | Advance            |
| 1992                        | The Music's Got Me | 16 | —  | —  | 25 | Advance            |
| 1992                        | Move to the Rhythm | 37 | —  | 40 | —  | Advance            |
| 1992                        | Mega Bump          | —  | —  | —  | —  | Single uniquement  |
| 1993                        | Runnin'            | 36 | —  | —  | 68 | Recouped Advance   |
| 1994                        | Good Fun           | —  | —  | 39 | —  | Singles uniquement |
| 1995                        | Keep on Pushing    | —  | 94 | —  | —  | Singles uniquement |
| "—" dénote aucun classement |                    |    |    |    |    |                    |